# Conxita Puig i Barata
Conxita Puig i Barata (Aiguafreda, Osona, 18 de gener de 1953) ha estat una esquiadora catalana, especialitzada en esquí alpí, participant olímpica i potser la més gran esquiadora catalana de tots els temps.
Juntament amb la seva germana, Núria Puig i Barata, va iniciar la seva vinculació amb l'esport de l'esquí de molt petita, a Val-d'Isère, on passaven vacances d'hivern amb la família. El 1967 totes dues van formar part de l'equip femení de la Federació Espanyola d'Esquí, van participar juntes en diverses proves del circuit fins que Conxita aviat va destacar entre les primeres.
Conxita Puig havia guanyat als 14 anys en categoria absoluta el campionat infantil oficiós, Trofeo Topolino d'esquí alpí, que se celebrava a Trento (Itàlia). L'any 1971 quedà segona classificada en el Gran Premi internacional femení d'esquí a Les Contamines (França). Aquest mateix any va debutar en la Copa del Món d'Esquí al Quebec (Canadà), i va quedar primera en una de les proves. Va quedar 11 vegades entre les 10 primeres en proves de la Copa del Món i, així, fou la primera esquiadora espanyola de la història a aconseguir un podi en la Copa del Món, quan va quedar 3a en l'eslàlom de Schruns, el 2 de febrer de 1973.
Va ser l'única catalana a participar en els Jocs Olímpics de Sapporo, en les proves de descens, eslàlom gegant i eslàlom especial. Ha estat considerada l'esquiadora catalana amb els millors resultats segons el rànquing publicat per la Federació Internacional d'Esquí.
Després de retirar-se el 1974 es va traslladar a viure a França amb el seu marit, el francès Roland Tissot. Té tres fills, dels quals Stéphane i Maxime Tissot són també esquiadors professionals i han obtingut grans resultats, amb podis en la Copa del Món.